# Ulica Jana i Jędrzeja Śniadeckich w Bydgoszczy
Ulica Jana i Jędrzeja Śniadeckich w Bydgoszczy – jedna z najważniejszych ulic bydgoskiego Śródmieścia o długości 850 m, stanowiąca jedno z ostatnich zachowanych skupisk handlowo-usługowych oraz tworząca szlak komunikacyjny łączący bydgoski Dworzec Główny ze wschodnią częścią miasta. Na przeważającej części ulicy (między ul. Warszawską a ul. Gdańską) ulica posiada jeden kierunek ruchu (na wschód).

## Historia

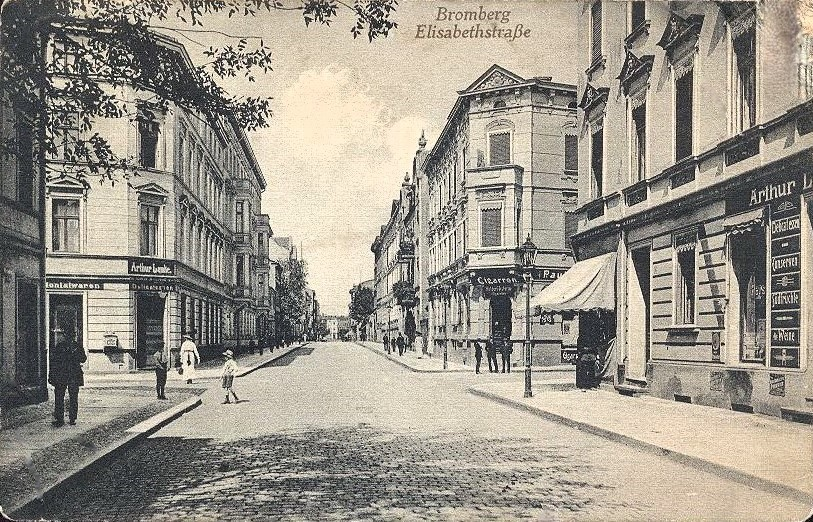
Ulica w 1905 roku

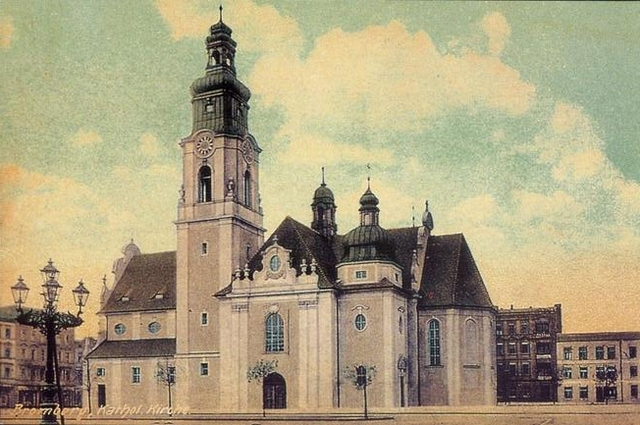
Kościół Najświętszego Serca Pana Jezusa w 1913 roku

Ulica wytyczona została w połowie XIX w., w związku z intensywnym rozwojem miasta w kierunku północno-zachodnim, będącym efektem oddania do użytku w r. 1851 bydgoskiego dworca kolejowego. Wraz ze znajdującym się na północ od ulicy placem Piastowskim - mającym być w założeniu rynkiem tzw. dzielnicy elżbietańskiej (pierwotne nazwy ulicy - Elisabethstrasse, oraz placu Piastowskiego - Elisabethmarkt - nadano ku czci małżonki panującego wówczas króla pruskiego Fryderyka Wilhelma IV Elżbiety Ludwiki Wittelsbach) – stała się główną osią kompozycyjną nowej dzielnicy, rozplanowanej w r. 1853 według projektu mierniczego rejencyjnego Friedricha W. Sturmhoefela zgodnie z klasyczną koncepcją prostopadłej siatki ulic z równomiernym podziałem parceli. Przylegający do ulicy plac Piastowski od początku istnienia pełnił funkcję targową, ponadto w jego zachodniej części wyznaczono park. Ten jednakże musiał ustąpić miejsca funkcji sakralnej, co nastąpiło w l. 1910-1913 wraz z wybudowaniem kościoła pw. Najświętszego Serca Pana Jezusa. Znaczenie komunikacyjne nowego ciągu ulicznego pomniejszało jednakże istnienie na południe historycznego szlaku w kierunku północno-zachodnim, którym była ulica Dworcowa, którą też w roku 1888 przeznaczono na trasę nowo wybudowanego tramwaju.
Około 1870 obszar, przez który przebiega ulica, podzielono na parcele, a jego zabudowa trwała od 1870 do 1900, ze szczególnym nasileniem w latach 90. XIX w.). Dominującym rodzajem zabudowy stały się wtedy kamienice czynszowe, głównie eklektyczne; neorenesansowe, neomanierystyczne czy neobarokowe. Zamieszkali w nich głównie pracownicy kolejowi, drobni urzędnicy, nauczyciele, robotnicy warsztatów kolejowych oraz wojskowi z koszar przy ul. Warszawskiej (Karlstrasse).
Od 2012 władze miasta zamierzały wyprowadzić z przylegającego do ulicy placu Piastowskiego znajdujące się tam targowisko (które miało być przeniesione w rejon pętli Rycerska) oraz stację benzynową, ale w 2014 odstąpiły od realizacji tego projektu.
W 2021 wydano pozwolenie na budowę kamienicy mieszkalnej i hotelu na niezabudowanej od 1945 posesji przy skrzyżowaniu z ul. Gdańską. W l. 2021-2022 przeprowadzono wymianę chodników, począwszy od ul. Gdańskiej w kierunku ul. Pomorskiej. Nowe, granitowe płyty zostały ułożone we wzór karo, czyli zgodnie z historycznym pierwowzorem. Prace te, połączone z remontami konserwatorskimi kamienic (do 2023 przeprowadzono je w budynkach nr 1, 2, 6, 10, 12, 14, 24, 35, 39, 41, 43, 45, 48, 55 i 59) i przewidzianą wymianą oświetlenia ma na celu przywrócenie ulicy jej świetności z początków XX wieku

## Przebieg
Ulica Śniadeckich rozpoczyna się na skrzyżowaniu ulic Dworcowej, Królowej Jadwigi oraz Fredry. Następnie przebiega w kierunku wschodnim, krzyżując się z ul. Ślusarską (w 2018 poddaną kapitalnemu remontowi). Po osiągnięciu ul. Warszawskiej przyjmuje kierunek południowo-wschodni. Podążając zgodnie z kierunkiem ruchu ulica krzyżuje się z zewnętrznymi ulicami placu Piastowskiego oraz znajdującą się pośrodku niego ulicą Szczepana Jankowskiego, natomiast po prawej dobiega do niej ulica Matejki. W dalszej drodze ulica przebiega przez skrzyżowania z ulicami Sienkiewicza oraz Pomorską. Koniec ulicy wyznacza skrzyżowanie z ulicą Gdańską, na wschód od której przebiega ulica Zygmunta Krasińskiego, którą można kontynuować podróż w kierunku wschodnim.
Wraz z budową hotelu „Brda” nastąpiło praktyczne zamknięcie ulicy Śniadeckich dla ruchu na odcinku od ul. Dworcowej do Ślusarskiej – pozostawiono wyłącznie możliwość jazdy w kierunku placu Piastowskiego dla ograniczonej grupy użytkowników.

## Zabytki
Do wojewódzkiego rejestru zabytków wpisane są obiekty:
- Kościół par. pw. św. Najświętszego Serca Pana Jezusa (neobarokowy), pl. Piastowski 5, 1910-12, nr rej.: A/746 z 10.12.1971.
- Willa, ul. Śniadeckich 1, ob. siedziba Administracji Domów Miejskich z 1866r. wraz z ogrodem, nr rej.: A/363/1 z 15.06.1993.
- Kamienica z oficyną, ul. Śniadeckich 3, 1873, nr rej.: A/408/1-2 z 25.04.1994; do końca 2022 znajdowała się tu jedna z pierwszych w mieście pizzeria Roma, działająca od 1990[12].
- Kamienica, ul. Śniadeckich 10, 1895-97, nr rej.: A/449/1 z 28.06.1995.
- Kamienica z oficyną, ul. Śniadeckich 45, 1896-97, nr rej.: A/1658 z 23.05.2014, z zegarem słonecznym w zwieńczeniu, rzeźbami niedźwiadka (I p.) i (II p.) oraz płaskorzeźbą męskiej głowy, a także kutymi kratami skrzydeł bramy oraz balkonów; w 2018 przeprowadzono remont obiektu[13][14].

## Pozostałe ważniejsze obiekty przy ulicy

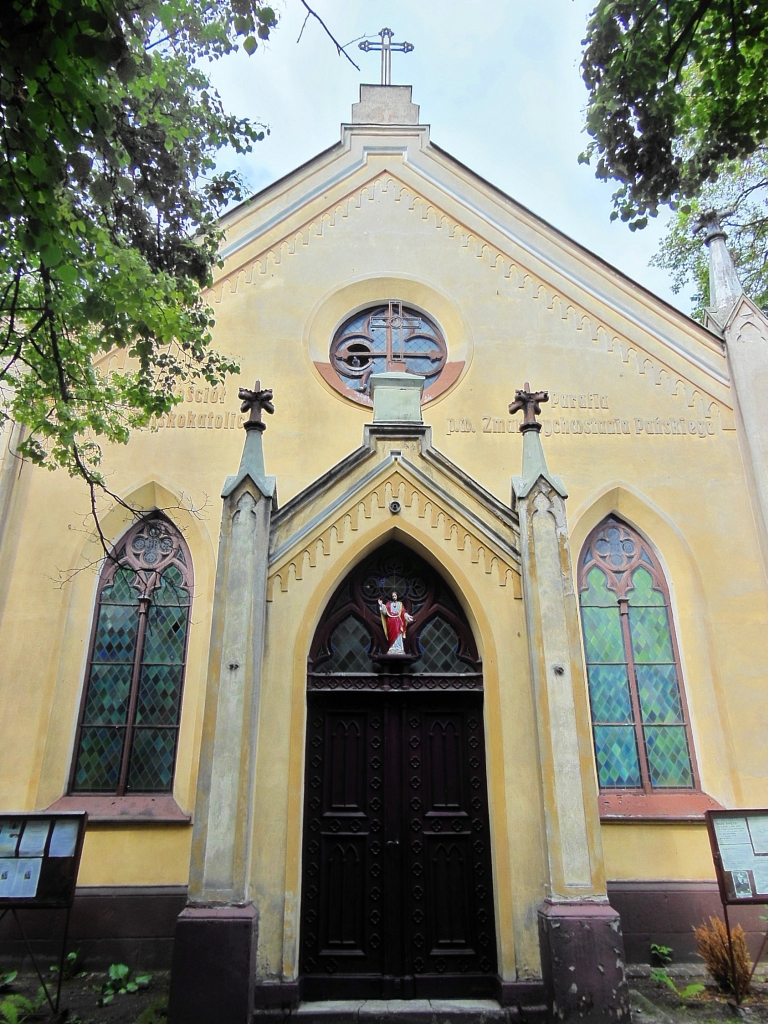
Kościół polskokatolicki

- Kamienica proj. Fritz Weidner z 1905 (nr 2). Do 1945 sąsiadowała z nią kamienica znajdująca się na narożniku ul. Gdańskiej, w której urodził się Walter Leistikow[15].
- Kamienica secesyjna projektu F. Weidnera (nr 29), czterokondygnacyjna, wzniesiona w l. 1902-1903 na planie odwróconej litery „G”. Front kamienicy ma wkomponowane dwa niewielkie ryzality, z których wschodni podkreślony jest wykuszem i kwadratową wieżyczką[10].
- Kamienica czynszowa proj. Georg Baesler z 1911 (nr 25).
- Kamienica nr 35 - w okresie PRL znajdowała się w niej restauracja Warszawianka, następnie był bar, teraz sklep z używaną odzieżą[16].
- Kościół polskokatolicki Zmartwychwstania Pańskiego w Bydgoszczy – dawny dom modlitwy Zjednoczenia Apostolskiego (zbór irwingianów) z 1864, neogotycki (nr 36). W małej przybudówce znajdowała się niegdyś cerkiew prawosławna, po której pozostały tylko drzwi i okno w charakterystycznym kształcie. Od początku lat 80. cerkiew w Bydgoszczy znajduje się przy ul. Trybunalskiej[17].
- Kamienice neorenesansowe, wzniesione w latach 1877–1878 (nr 39 i 41)
- Kamienica neorenesansowa proj. Józef Święcicki z 1882-1883 (nr 42).
- Kamienica trzykondygnacyjna z 1930, z elewacją frontową z gzymsami i boniowaniem parteru (nr 43)[18], dawniej mieszcząca popularną cukiernię i piekarnię Tatery[19]
- Kamienica z 1880 (nr 47), pierwotnie należąca do kupca Roberta Winklera, z płaskorzeźbą nad portalem wejściowym z motywem maski otoczonej roślinnymi ornamentami, a także dwiema kobiecymi figurami przypominającymi sfinksy. Fasadę zdobią również  pilastry, boniowanie oraz ozdobne balustrady, a także oryginalny kuty uchwyt na szyld reklamowy[10][brak potwierdzenia w źródle].
- Kamienica czterokondygnacyjna z 1920 (nr 53), na planie litery „C”, z licznymi zdobieniami (gzymsy, boniowany parter, efektowne balkony i obramienia okien)[20].
- Dawny (do 2019) Hotel Brda.
- Sala Zgromadzeń Kościoła Jezusa Chrystusa Świętych w Dniach Ostatnich (nr 8). Bydgoska gmina mormońska należy do warszawskiego dystryktu kościoła.

Od 1947 na posesji przy ul. Śniadeckich 23 znajdowało się kino Gryf, ulokowane w dawnym zborze ewangelickim. W połowie lat 70. zostało zamknięte, a niedługo potem obiekt uległ katastrofie budowlanej. Ruiny obiektu uporządkowano dopiero po kilkunastu latach. następnie w miejscu dawnego kina był sklep, bank, a obecnie znajduje się tam przedszkole.
Od 24 lutego 2005 do lipca 2017 w budynku przy ul. Śniadeckich 49 znajdował się konsulat honorowy RFN.
W XXI wieku przeprowadzono szereg remontów kamienic położonych w ciągu ulicy, np. w roku 2018 odnowiono kamienicę przy ul. Warszawskiej 1 oraz kamienicę nr 6, w początku 2019 nr 20 i 59, a w 2021 nr 39.

## Nazwy
- do 1920 Elisabethstrasse
- 1920-1939 Jana i Jędrzeja Śniadeckich
- 1939–1945 Dr Goebbels Strasse
- od 1945 Jana i Jędrzeja Śniadeckich

Aktualnymi patronami ulicy są astronom Jan Śniadecki oraz lekarz, biolog i chemik Jędrzej Śniadecki – pochodzący ze Żnina profesorowie Uniwersytetu Wileńskiego z przełomu XVIII i XIX wieku. Rada Miasta Uchwałą LIV/1771/2002 z 10 X 2002 uzupełniła nazwę ulicy imionami jej patronów - do tego czasu formalnie używano nazwy skróconej ul. Śniadeckich.

## Komunikacja

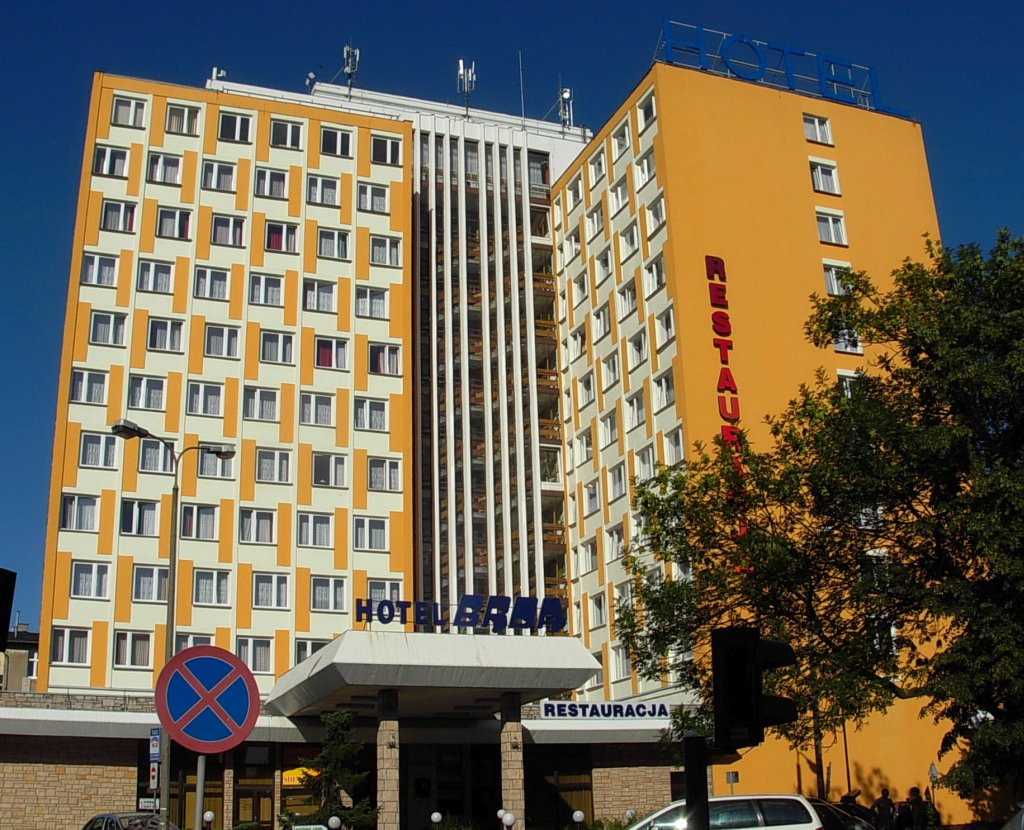
Hotel „Brda”

Przez ulicę Śniadeckich przejeżdżają autobusy miejskiej linii nr 67. Do czasu budowy Hotelu „Brda” na odcinku od ul. Dworcowej do Warszawskiej kursowały autobusy linii 61 oraz 101 zmierzające z ul. Królowej Jadwigi w kierunku dzisiejszej ul. Mazowieckiej, a od 2 kwietnia 2011 do 27 stycznia 2012 - w okresie budowy linii tramwajowej do dworca kolejowego - na ul. Śniadeckich skierowano linię 54 Piaski - Dworzec Autobusowy.